# 久米広縄
久米 広縄（くめ の ひろただ/ ひろつな、生没年不詳）は、奈良時代中期の歌人・官人。姓（カバネ）は朝臣。官職は越中掾

## 出自
久米氏（久米朝臣）は、蘇我氏の一族にあたる皇別氏族で、武内宿禰の娘であった久米能摩伊刀比売の遺領を受け継いだ一族と想定される。もと臣姓であったが八色の姓の制定により朝臣姓を与えられた。氏人には壬申の乱に登場する来目塩籠がいる。

## 経歴
天平17年（745年）従七位上・左馬少允の官位にあったことが、『正倉院文書』に記述されている。
天平20年（748年）3月以前に大伴池主の後任として越中掾として赴任し、天平勝宝3年（751年）8月頃までは在任した。その時の越中守が大伴家持で、広縄は家持のもとで和歌の筆録を行い、それが『万葉集』巻18となったとの説がある。論拠としては『万葉集』巻18が天平20年（748年）5月から翌天平21年（749年）5月にかけての記載がなく、この期間と広縄が朝集使として帰京して越中国を離れていた期間とが整合することが挙げられている。
越中掾在任時における活動として、以下が『万葉集』に残っている。
- 天平20年（748年）3月25日：越中守・大伴家持らと布勢水海（現在の富山県氷見市の十二町潟）に遊覧[6]。
- 同3月26日：広縄の邸宅に田辺福麻呂を招待して饗宴を開く[7]。
- 同4月1日：広縄の邸宅で宴が開かれ大伴家持らが和歌を詠む[8]。
- 同年8-9月頃[9]：朝集使として平城京に赴く。
- 天平感宝元年（749年）閏5月27日：越中国に戻る[10]。
- 天平勝宝2年（750年）1月5日：越中介・内蔵縄麻呂の邸宅での宴に出席し和歌を詠み[11]、同じ場で県犬養橘三千代の和歌を伝読する[12]。
- 同2月：正税帳使として平城京へ向かうこととなり、国守館で送別の宴が開かれる[13]。
- 同8月4日：7月に少納言に任ぜられて平城京に戻ることとなった大伴家持が、広縄の留守宅に悲別の歌を残す[14]
- 同8月5日：広縄が越中国への帰途に越前掾・大伴池主の邸宅に立ち寄ったところ、偶然家持に遭遇。宴が開かれ広縄は萩の題の和歌を詠んだ[15]。

その後の消息は不明だが、天平勝宝5年（753年）には阿倍継人が越中掾として見えることから、大伴家持の帰京後程なくして越中掾の官職を離れたか。
万葉歌人として『万葉集』には長歌1首・短歌8首が入集している。